# Mark Eaton
Mark Edward Eaton (født 24. januar 1957, død 28. maj 2021) var en amerikansk basketballspiller, som spillede 11 sæsoner i NBA, alle for Utah Jazz.
Mark Eaton var en af de bedste forsvarspillere i NBA-historien, og vandt Defensive Player of the Year to gange. Eaton holder også rekorden for flest blokeret skud i en NBA sæson, da han i 1984-85 sæsonen blokerede 456 skud, samt rekorden for flest blokeret skud per kamp, med gennemsnit af 3.51 per kamp. Eaton har fjerde flest blokeret skud i NBA historien. Eatons nummer 53 er også blevet trukket tilbage af Utah Jazz i ære for hans tid på holdet.
Eaton døde 28. maj 2021, efter han blev fundet livløs under en cykeltur.